# Hôtel de Combray
L'hôtel de Combray est un hôtel particulier datant du XVIIIe siècle situé entre le 15 et 21 de la rue Gambetta, à Falaise, en France.
Son portail d'entrée fait l’objet d’une inscription au titre des monuments historiques depuis le 16 juin 1973.
Il s'agit de l'hôtel de la famille de Combray; Caroline de Combray y est née.
L'hôtel devient la propriété du député Jean Goy. La Feldgendarmerie 884 y installera à cette époque ses bureaux.